# Luigi Olasi
Luigi Olasi (Ferrara, 22 ottobre 1910 – ...) è stato un calciatore italiano, di ruolo terzino.

## Carriera
Giocò per due stagioni in Serie A con la Lucchese.

## Palmarès

### Club

#### Competizioni nazionali
- Prima Divisione: 3

SPAL: 1930-1931, 1931-1932, 1932-1933